# Memoriał Henryka Łasaka 2015
Il Memoriał Henryka Łasaka 2015, diciassettesima edizione della corsa, si svolse l'8 agosto 2015 su un percorso di 166 km. Fu vinto dal ceco Alois Kankovsky della Whirlpool-Author davanti all'ucraino Vitaliy Buts e al russo Roman Maikin.

## Ordine d'arrivo (Top 10)
| Pos. | Corridore            | Squadra            | Tempo    |
| ---- | -------------------- | ------------------ | -------- |
| 1    | Alois Kankovsky      | Whirlpool-Author   | 4h03'58" |
| 2    | Vitaliy Buts         | Kolss Cycling Team | s.t.     |
| 3    | Roman Maikin         | Rusvelo            | s.t.     |
| 4    | Pawel Cieslik        | Whirlpool-Author   | s.t.     |
| 5    | Ivan Garcia Cortina  | AWT Greenway       | s.t.     |
| 6    | Mateusz Komar        |                    | s.t.     |
| 7    | Vasili Strokov       |                    | s.t.     |
| 8    | Wojciech Skarzynski  |                    | s.t.     |
| 9    | Peeter Pruus         | Rietumu-Delfin     | s.t.     |
| 10   | Aliaksandr Piasetski |                    | s.t.     |